# Scaptesyle ixias
Scaptesyle ixias är en fjärilsart som beskrevs av George Francis Hampson 1900. Scaptesyle ixias ingår i släktet Scaptesyle och familjen björnspinnare. Inga underarter finns listade.